# ТШ-17
ТШ-17 — это танковый прицел, копия немецкого прицела, ставился на ИС-2 и ИС-3. Шарнирный телескопический прицел ТШ-17 (увеличение 4х, поле зрения 16°) ставили для стрельбы прямой наводкой.
Устанавливался на тяжёлую самоходно-артиллерийскую установку (САУ) ИСУ-122С.
Устанавливался в версии (ТШ-17К) на опытную советскую тяжёлую противотанковую самоходно-артиллерийскую установку (САУ) ИСУ-152 обр. 1945 года (Объект 704, Кировец-2).
Телескопический прицел ТШ-17К был градуирован на прицельную стрельбу на расстоянии до 1500 м. Однако дальность выстрела 152-мм гаубицы-пушки составляла до 13 км, и для стрельбы на расстояниях свыше 1500 м (как прямой наводкой, так и с закрытых позиций) наводчику приходилось использовать второй, панорамный прицел. Для обеспечения возможности огня в тёмное время суток шкалы прицелов имели приборы подсветки.
Должен был устанавливаться на проектируемую Самоходную артиллерийскую установку СУ-122-44 для стрельбы прямой наводкой. Должен был устанавливаться на проектируемый советский экспериментальный тяжёлый танк КВ-122 .